# Division II i fotboll 1937/1938
Division II i fotboll 1937/1938 var 1937/1938 års säsong av Division II som bestod av fyra serier, med 10 lag i varje serie. Det var då Sveriges näst högsta division. Varje serievinnare gick till kvalspel för att flyttas upp till Allsvenskan och de två sämsta degraderades till Division III. Det gavs 2 poäng för vinst, 1 poäng för oavgjort och 0 poäng för förlust.

## Serier

### Norra
| Nr | Lag                | S  | V  | O | F  | GM | IM | MS  | P  |
| -- | ------------------ | -- | -- | - | -- | -- | -- | --- | -- |
| 1  | Hammarby IF        | 18 | 11 | 4 | 3  | 44 | 19 | +25 | 26 |
| 2  | Djurgårdens IF (N) | 18 | 8  | 6 | 4  | 34 | 26 | +8  | 22 |
| 3  | Värtans IK         | 18 | 8  | 5 | 5  | 27 | 21 | +6  | 21 |
| 4  | Gefle IF           | 18 | 8  | 4 | 6  | 31 | 31 | 0   | 20 |
| 5  | Ljusne AIK         | 18 | 8  | 4 | 6  | 30 | 35 | −5  | 20 |
| 6  | Reymersholms IK    | 18 | 5  | 6 | 7  | 35 | 33 | +2  | 16 |
| 7  | IFK Grängesberg    | 18 | 6  | 3 | 9  | 38 | 39 | −1  | 15 |
| 8  | Bollnäs GoIF       | 18 | 5  | 5 | 8  | 23 | 29 | −6  | 15 |
| 9  | Sundbybergs IK (U) | 18 | 5  | 4 | 9  | 25 | 37 | −12 | 14 |
| 10 | Skutskärs IF (U)   | 18 | 3  | 5 | 10 | 21 | 38 | −17 | 11 |

Hammarby IF gick vidare till kvalspel till Allsvenskan och Sundbybergs IK och Skutskärs IF flyttades ner till division III. Från division III kom Ludvika FFI och Enköpings SK.

### Östra
| Nr | Lag                  | S  | V  | O | F  | GM | IM | MS  | P  |
| -- | -------------------- | -- | -- | - | -- | -- | -- | --- | -- |
| 1  | Hallstahammars SK    | 18 | 13 | 0 | 5  | 41 | 19 | +22 | 26 |
| 2  | IFK Norrköping (N)   | 18 | 8  | 4 | 6  | 43 | 31 | +12 | 20 |
| 3  | Skärblacka IF        | 18 | 9  | 2 | 7  | 37 | 35 | +2  | 20 |
| 4  | Surahammars IF       | 18 | 8  | 3 | 7  | 32 | 30 | +2  | 19 |
| 5  | IFK Västerås         | 18 | 7  | 4 | 7  | 34 | 22 | +12 | 18 |
| 6  | Mjölby AIF           | 18 | 8  | 2 | 8  | 28 | 30 | −2  | 18 |
| 7  | Motala AIF (U)       | 18 | 7  | 4 | 7  | 35 | 39 | −4  | 18 |
| 8  | IFK Eskilstuna       | 18 | 5  | 6 | 7  | 41 | 43 | −2  | 16 |
| 9  | BK Derby             | 18 | 5  | 4 | 9  | 27 | 36 | −9  | 14 |
| 10 | Katrineholms AIK (U) | 18 | 4  | 3 | 11 | 20 | 53 | −33 | 11 |

Hallstahammars SK gick vidare till kvalspel till Allsvenskan och BK Derby och Katrineholms AIK flyttades ner till division III. Från division III kom IF Rune och Husqvarna IF.

### Västra
| Nr | Lag             | S  | V  | O | F  | GM | IM | MS  | P  |
| -- | --------------- | -- | -- | - | -- | -- | -- | --- | -- |
| 1  | Degerfors IF    | 18 | 14 | 3 | 1  | 53 | 15 | +38 | 31 |
| 2  | Karlskoga IF    | 18 | 12 | 1 | 5  | 43 | 23 | +20 | 25 |
| 3  | IK Tord         | 18 | 11 | 1 | 6  | 40 | 25 | +15 | 23 |
| 4  | Billingsfors IK | 18 | 11 | 1 | 6  | 35 | 26 | +9  | 23 |
| 5  | Fässbergs IF    | 18 | 8  | 3 | 7  | 39 | 45 | −6  | 19 |
| 6  | Arvika BK (U)   | 18 | 8  | 1 | 9  | 30 | 37 | −7  | 17 |
| 7  | Tidaholms GIF   | 18 | 6  | 3 | 9  | 34 | 37 | −3  | 15 |
| 8  | Jonsereds IF    | 18 | 4  | 5 | 9  | 27 | 31 | −4  | 13 |
| 9  | Alingsås IF     | 18 | 3  | 4 | 11 | 20 | 42 | −22 | 10 |
| 10 | Karlstads BIK   | 18 | 2  | 0 | 16 | 17 | 57 | −40 | 4  |

Degerfors IF gick vidare till kvalspel till Allsvenskan och Alingsås IF och Karlstads BIK flyttades ner till division III. De ersattes av Gais och IFK Göteborg från Allsvenskan och från division III kom Deje IK.

### Södra
| Nr | Lag                | S  | V  | O | F  | GM | IM | MS  | P  |
| -- | ------------------ | -- | -- | - | -- | -- | -- | --- | -- |
| 1  | Malmö BI           | 18 | 12 | 4 | 2  | 49 | 27 | +22 | 28 |
| 2  | IFK Trelleborg (U) | 18 | 10 | 3 | 5  | 40 | 32 | +8  | 23 |
| 3  | BK Landora         | 18 | 10 | 2 | 6  | 43 | 23 | +20 | 22 |
| 4  | Höganäs BK         | 18 | 9  | 2 | 7  | 38 | 31 | +7  | 20 |
| 5  | Varbergs BoIS (U)  | 18 | 10 | 0 | 8  | 46 | 42 | +4  | 20 |
| 6  | Halmstads BK       | 18 | 8  | 3 | 7  | 43 | 31 | +12 | 19 |
| 7  | IFK Värnamo (U)    | 18 | 7  | 5 | 6  | 40 | 32 | +8  | 19 |
| 8  | IS Halmia          | 18 | 8  | 3 | 7  | 33 | 31 | +2  | 19 |
| 9  | IFK Kristianstad   | 18 | 4  | 2 | 12 | 33 | 57 | −24 | 10 |
| 10 | IFK Hälsingborg    | 18 | 0  | 0 | 18 | 18 | 77 | −59 | 0  |

Malmö BI gick vidare till kvalspel till Allsvenskan och IFK Kristianstad och IFK Hälsingborg flyttades ner till division III. Från division III kom Oskarströms IS, IFK Malmö och Kalmar AIK.

## Kvalspel till Allsvenskan
| Lag 1        | Totalt | Lag 2             | Möte 1 | Möte 2 |
| Hammarby IF  | 2–3    | Hallstahammars SK | 1–1    | 1–2    |
| Degerfors IF | 5–1    | Malmö BI          | 3–1    | 2–0    |

Hallstahammars SK och Degerfors IF till Allsvenskan 1938/39 och ersattes av IFK Göteborg och Gais. Hammarby IF och Malmö BI fick fortsätta spela i division 2 1938/39.